# 이정숙 (1858년)
이정숙(李貞淑, 1858년 ~ 1935년)은 대한제국의 여성 시인 겸 교육가이다.

## 생애
경기도 양주 출생이며 본관은 전주(全州)이고 이해석(李海石)의 차녀(次女)이며 영의정을 지낸 조영하의 부인이다. 부군 조영하와 사이에서 아들 조동윤(趙東潤)을 얻었다.
1869년 조영하와 결혼, 6년 후 1875년에 정부인(貞夫人)에서 정경부인(貞敬夫人)에 올랐다.
1884년 갑신정변 때 부군 조영하를 잃고 시를 쓰면서 울분을 달래다가 이후 1897년 대한제국이 성립된 뒤 1906년 순헌황귀비 엄씨의 후원을 얻어 명신여학교(明新女學校)를 설립, 교장이 되었다.
1910년 경술한일합병조약으로 대한제국 조선 왕조가 멸망한 이후 1924년 학무국에서 교육 공로자로 표창받았고, 1927년 동아일보사에서 민간교육 공로자로 은패를 받았으며, 이듬해 1928년에는 조선 여자교육 보급 진작의 공로로 학무국에서 은패를 받았다.
1935년 임종 직전에 퇴직금 전액을 숙명학원(淑明學園) 장학기금으로 희사하였다.